# 4. HNL – Jug B 2011./12.
Ovaj članak je podtema članka: 4. rang HNL-a 2011./12.

4. HNL – Jug je svoje posljednje izdanje imala u sezoni 2011./12., te se sastojala od tri skupine (A, B i C). U skupini B su se natjecali klubovi iz Splitsko-dalmatinske županije, a prvak lige je bio klub "Kamen" iz Ivanbegovine. 
 
Kako je liga rasformirana, klubovi iz ove lige su četvrti stupanj nastavili igrati od sezone 2012./13. u 1. ŽNL Splitsko-dalmatinskoj. 

## Sustav natjecanja
Četrnaest klubova je igralo dvokružnu ligu (26 kola). 

## Sudionici
| |  |  |
| Splitsko-dalmatinska županija - Croatia Zmijavci - Glavice - GOŠK Kaštel Gomilica - Jadran Tučepi - Kamen Ivanbegovina - Mladost Donji Proložac - Mračaj Runović - Omladinac Vranjic - Orkan Dugi Rat - OSK Otok - Postira Sardi - Sloga Mravince - Urania Baška Voda - Vinjani (Donji Vinjani) |  |  |

## Ljestvica
| mj. | klub                    | ut. | pob. | ner. | por. | gol+ | gol- | bod |
| --- | ----------------------- | --- | ---- | ---- | ---- | ---- | ---- | --- |
| 1.  | Kamen Ivanbegovina      | 26  | 20   | 2    | 4    | 65   | 25   | 62  |
| 2.  | Omladinac Vranjic       | 26  | 17   | 3    | 6    | 49   | 25   | 54  |
| 3.  | Mladost Donji Proložac  | 26  | 15   | 4    | 7    | 49   | 31   | 49  |
| 4.  | OSK Otok                | 26  | 12   | 4    | 10   | 48   | 35   | 40  |
| 5.  | Croatia Zmijavci        | 26  | 12   | 2    | 12   | 55   | 50   | 38  |
| 6.  | Mračaj Runović          | 26  | 11   | 4    | 11   | 47   | 50   | 37  |
| 7.  | Urania Baška Voda       | 26  | 8    | 7    | 11   | 33   | 39   | 31  |
| 8.  | Postira Sardi           | 26  | 9    | 4    | 13   | 38   | 48   | 31  |
| 9.  | Jadran Tučepi           | 26  | 8    | 6    | 12   | 41   | 51   | 30  |
| 10. | GOŠK Kaštel Gomilica    | 26  | 8    | 6    | 12   | 30   | 46   | 30  |
| 11. | Orkan Dugi Rat          | 26  | 7    | 8    | 11   | 38   | 46   | 29  |
| 12. | Glavice                 | 26  | 9    | 2    | 15   | 47   | 57   | 29  |
| 13. | Vinjani (Donji Vinjani) | 26  | 8    | 5    | 13   | 40   | 57   | 29  |
| 14. | Sloga Mravince          | 26  | 6    | 7    | 13   | 31   | 51   | 25  |

## Rezultatska križaljka
| kratica | klub                    | CRO | GLA | GOŠK | JAD | KAM | MLA | MRA | OML | OSK | ORK | POS | SLO | URA | VNNJ |
| --- | ----------------------- | --- | --- | ---- | --- | --- | --- | --- | --- | --- | --- | --- | --- | --- | ---- |
| CRO | Croatia Zmijavci        |     |     |      |     |     |     |     |     |     |     |     |     |     |      |
| GLA | Glavice                 |     |     |      |     |     |     |     |     |     |     |     |     |     |      |
| GOŠK | GOŠK Kaštel Gomilica    |     |     |      |     |     |     |     |     |     |     |     |     |     |      |
| JAD | Jadran Tučepi           |     |     |      |     |     |     |     |     |     |     |     |     |     |      |
| KAM | Kamen Ivanbegovina      |     |     |      |     |     |     |     |     |     |     |     |     |     |      |
| MLA | Mladost Donji Proložac  |     |     |      |     |     |     |     |     |     |     |     |     |     |      |
| MRA | Mračaj Runović          |     |     |      |     |     |     |     |     |     |     |     |     |     |      |
| OML | Omladinac Vranjic       |     |     |      |     |     |     |     |     |     |     |     |     |     |      |
| OSK | OSK Otok                |     |     |      |     |     |     |     |     |     |     |     |     |     |      |
| ORK | Orkan Dugi Rat          |     |     |      |     |     |     |     |     |     |     |     |     |     |      |
| POS | Postira Sardi           |     |     |      |     |     |     |     |     |     |     |     |     |     |      |
| SLO | Sloga Mravince          |     |     |      |     |     |     |     |     |     |     |     |     |     |      |
| URA | Urania Baška Voda       |     |     |      |     |     |     |     |     |     |     |     |     |     |      |
| VINJ | Vinjani (Donji Vinjani) |     |     |      |     |     |     |     |     |     |     |     |     |     |      |
| |                         |     |     |      |     |     |     |     |     |     |     |     |     |     |      |
| podebljan rezultat – utakmice od 1. do 13. kola (1. utakmica između klubova) rezultat normalne debljine – utakmice od 14. do 26. kola (2. utakmica između klubova) rezultat nakošen – nije vidljiv redoslijed odigravanja međusobnih utakmica iz dostupnih izvora rezultat smanjen * – iz dostupnih izvora nije uočljiv domaćin susreta prekrižen rezultat – poništena ili brisana utakmica p – utakmica prekinuta 3:0 p.f. / 0:3 p.f. – rezultat 3:0 bez borbe n.i. – nije igrano |                         |     |     |      |     |     |     |     |     |     |     |     |     |     |      |

 Izvori:

## Kvalifikacije za 3. HNL – Jug
| mj. | klub                   | ut. | pob. | ner. | por. | gol+ | gol- | bod |
| --- | ---------------------- | --- | ---- | ---- | ---- | ---- | ---- | --- |
| 1.  | Kamen Ivanbegovina     | 2   | 2    | 0    | 0    | 4    | 0    | 6   |
| 2.  | Krka Lozovac           | 2   | 1    | 0    | 1    | 4    | 1    | 3   |
| 3.  | Župa dubrovačka Čibača | 2   | 0    | 0    | 2    | 0    | 7    | 0   |

| Rezultati:              |     |
| Krka – Župa dubrovačka  | 4:0 |
| Krka – Kamen            | 0:1 |
| Kamen – Župa dubrovačka | 3:0 |